# Zalaszentgrót
Zalaszentgrót es una ciudad ubicada en el condado de Zala, Hungría.

## Superficie
Posee una superficie de 74,65 kilómetros cuadrados.

## Demografía
Hasta 2021 la población era de 6004 habitantes, con una densidad de población de 80,42 habitantes por kilómetro cuadrado. En 2011 el 85,7% de la población estaba conformada por húngaros y la religión predominante era el catolicismo.